# Bolitoglossa alberchi
Bolitoglossa alberchi là một loài kỳ giông trong họ Plethodontidae.
Nó là loài đặc hữu của México.
Các môi trường sống tự nhiên của chúng là các khu rừng ẩm ướt đất thấp nhiệt đới hoặc cận nhiệt đới và các đồn điền.
Nó bị đe dọa do mất môi trường sống.